# Маскаренский хохлатый скворец
Маскаренский хохлатый скворец (лат. Fregilupus varius) — вид исчезнувших воробьиных птиц из семейства скворцовых, единственный в роде Fregilupus. Обитал на Реюньоне (Маскаренские острова). Вымер в 1850-х годах.

## Описание
Длина тела составляла 30 см. Оперение было преимущественно белым и серым, с более тёмными серыми и коричневыми участками на спине, крыльях и хвосте птицы. На голове имелся хохол из перьев.

## Биология
Стаи этих птиц встречались во влажных местностях и на болотах. Питались они фруктами, семенами и насекомыми.

## Вымирание
Поселенцы охотились на представителей вида ради пропитания и считая их виновными в повреждении посевов, а также держали их в клетках. Возможно, причинами вымирания стали конкуренция с завезенными на остров людьми другими видами, сведение лесов или болезни.
В 1860-е разные авторы упоминали о том, что представители вида почти исчезли. Вероятно, к тому времени он уже вымер. В 1877 году Винсон записал, что последние птицы могли погибнуть во время произошедших незадолго до этого лесных пожаров. Считается, что попыток сохранить вид в неволе не предпринималось.